# 新博物館 (ベルリン)

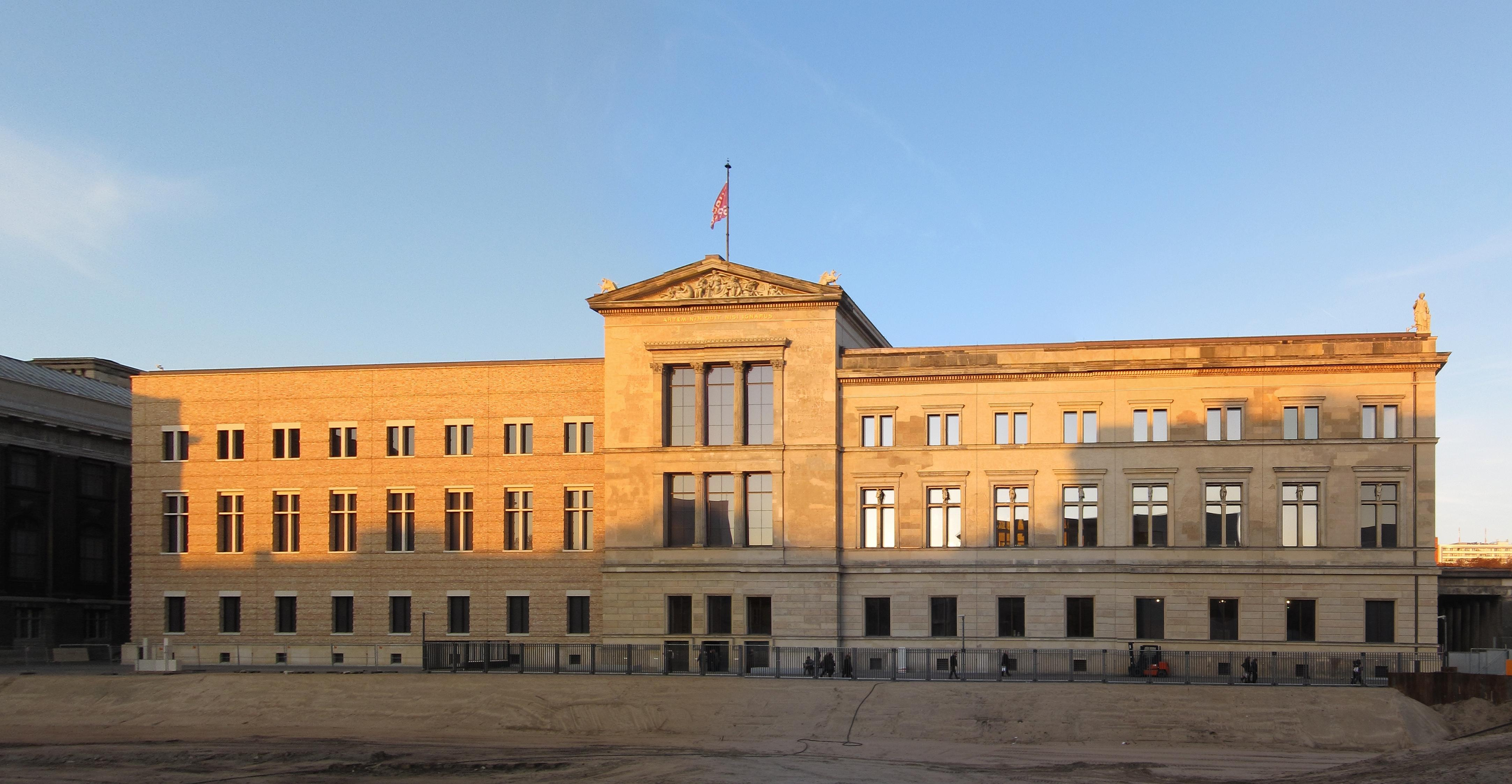
新博物館の外観 (2009年10月)

新博物館 （しんはくぶつかん、独: Neues Museum） は、ドイツの首都ベルリンのミッテ区にある博物館。「ムゼウムスインゼル (博物館島) 」の名前の元となった5つの博物館の一つである。

## 概要

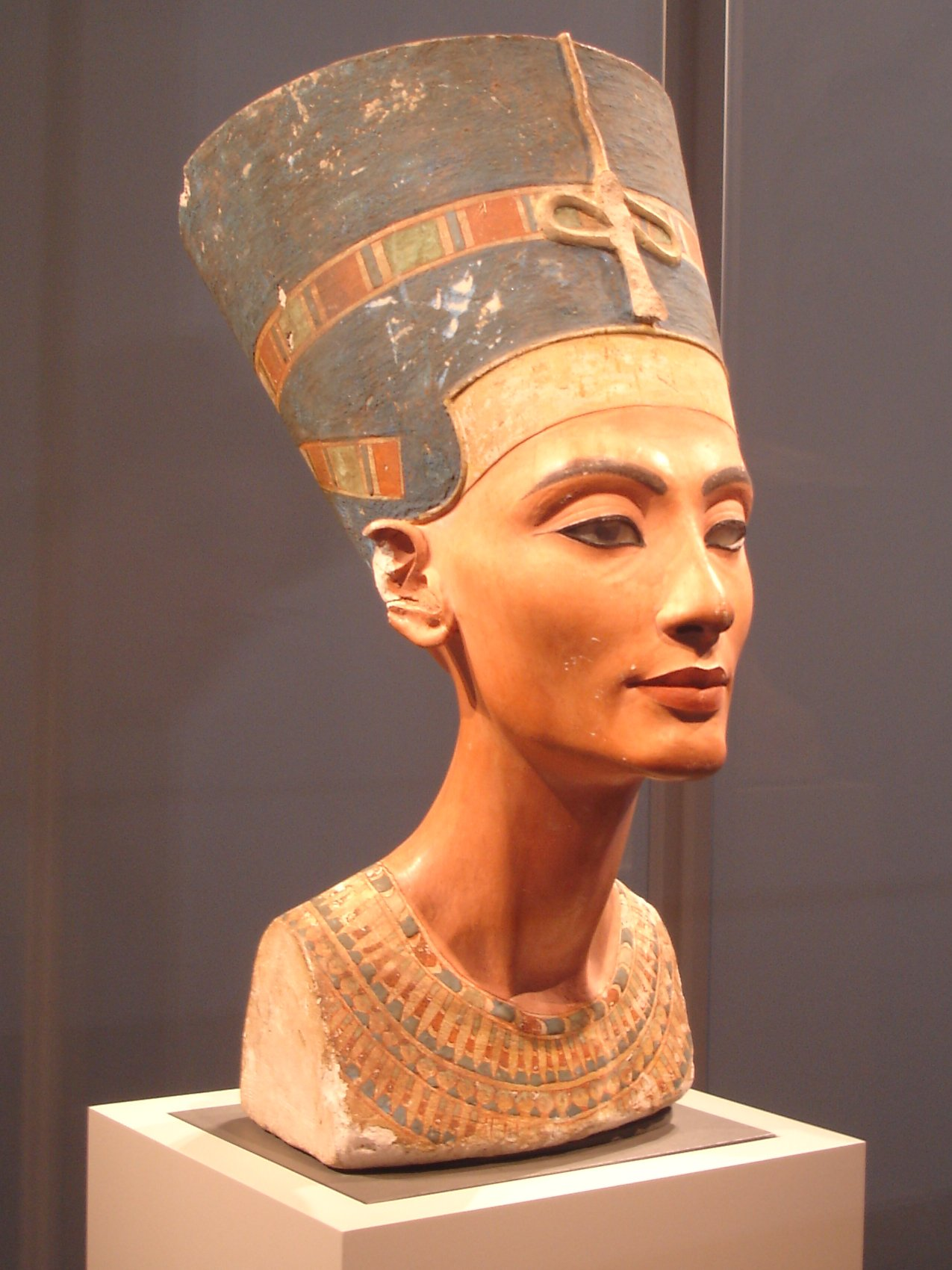
ネフェルティティの胸像 (2006年4月)

新博物館（ノイエス・ムゼウム Neues Museum） はベルリンのムゼウムスインゼル（博物館島）で2番目に建設された博物館で、1843年から1855年にかけて旧博物館（アルテス・ムゼウム Altes Museum） に収蔵しきれなくなった所蔵品を収めるために建設された。設計は、建築家カルル・フリードリッヒ・シンケルの弟子であるフリードリッヒ・アウグスト・シュテューラーが担当した。北側にはペルガモン博物館、東側には旧国立美術館（アルテ・ナツィオナールガルリー Alte Nationalgalerie） 、そして、南側には旧博物館がボーデ通り（ボーデシュトラーセ Bodestraße） を挟んだ位置にある。
博物館の建物は、第二次世界大戦で深刻な被害を受け、外壁しか残されていない部分があるなど酷い状態だった。その後、長きにわたり閉鎖状態となったが、1990年の東西ドイツの統一後に修復計画が本格化し、2003年に工事が開始された。イギリスの建築家デイヴィッド・チッパーフィールドが修復を手掛け、総工費は2億1,200万ユーロ（約290億円）に達した。修復が成った博物館は、2009年10月16日、70年ぶりに再オープンした。開館式には、メルケル独首相が出席し、開館を宣言した 。
4階建て、総床面積8,000平方メートルの館内には、約9,000点の収蔵品が展示されている。収蔵品には、石膏模型のコレクション、古代エジプトの工芸品、先史から有史初期にかけてのコレクション（祖国古代博物館＝ムゼアム・デア・ファーターレンディシェン・アルターテューマー Museum der vaterländischen Altertümer）、 民族誌学コレクション、エッチングやエングレービングの作品（銅版画展示室＝クプファーシュティヒカビネット Kupferstichkabinett） がある。収蔵品で特に有名なのが、古代エジプトの『王妃ネフェルティティの胸像』である。これらの収蔵品は、元々は、ベルリンのエジプト博物館とベルリン民族学博物館に収められていた。
博物館の建物は、ムゼウムスインゼル（博物館島）の建築群の一部としても、また、単独の建物としても、19世紀における新古典主義の博物館建築を体現した存在であり、建築史においても技術史においても重要な位置を占めている。建設工事には様々な形で鉄が用いられており、工業化により可能になった新技術を注ぎ込んだプロイセン初の記念碑的建築物となった。新機軸としては蒸気機関が導入され、とりわけ、建築地盤への杭打ち工事に利用された。ベルリンの中心部を流れるシュプレー川周辺の土壌は柔らかく水気があるので、建物の建設には深い基礎を必要としたのだ。ベルリンの建設工事で蒸気機関が用いられたのは、この時が最初である。
博物館の内装は、ミュンヘンにある2つの美術館「グリュプトテーク」と「アルテ・ピナコテーク」の古典様式の凝った内装が第二次世界大戦の際に破壊されているため、半壊状態とはいえ、この時代のドイツにおける博物館の室内レイアウトの最後に残った事例となっている。

## 建物
建設当時、新博物館はほぼ長方形の形をしていた（右平面図参照）。建物は南北に細長く、その中心線の長さは105メートル（340フィート）あり、ムゼウムスインゼル(博物館島)の西にあるアム・クプファーグラーベン通り（Am Kupfergraben） と平行になっていた。建物の横幅は40メートル（130フィート）だった。旧博物館に対しては、ほぼ直角方向を向いており、両博物館の間にはボーデ通りが走っている。両博物館を結ぶ連絡橋（平面図 No.17）は、第二次世界大戦中に破壊されてしまったが、幅は6.9メートル（23フィート）、長さは24.5メートル（80フィート）あり、3つのアーチが橋を支えていた。主階段（平面図 No.13）は建物の中央に位置しているが、ここは最も高い部分であり、高さ31メートル（100フィート）に達した。
新博物館には2つの中庭があり、北側はエジプト中庭（平面図 No.2）、南側はギリシャ中庭（平面図 No.1）と呼ばれている。エジプト中庭は当初からガラス天井で覆われていたが、ギリシャ中庭がガラス天井だったのは、1919年から1923年の間だけだった。

## ギャラリー

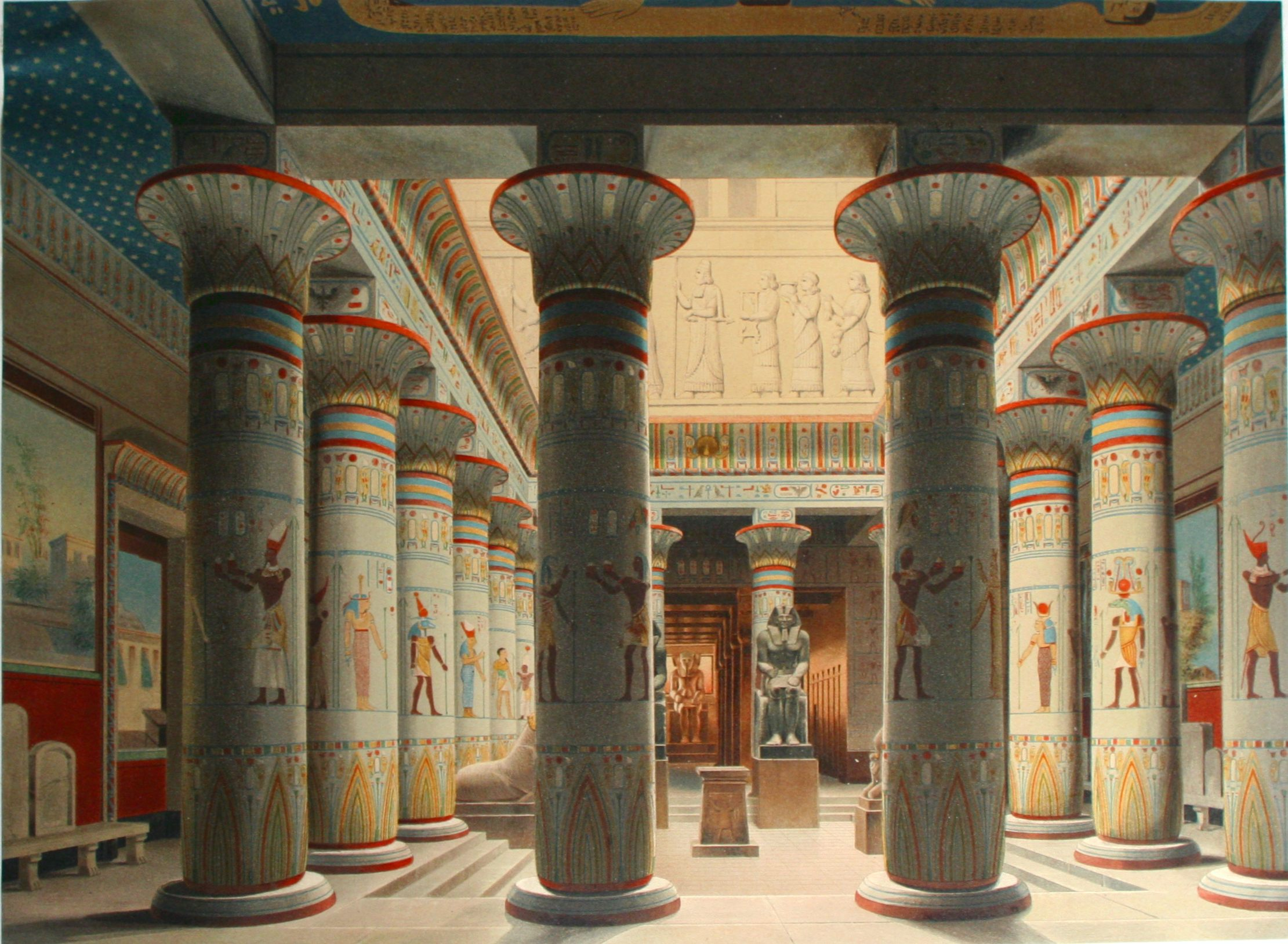
エジプト中庭（1862年）
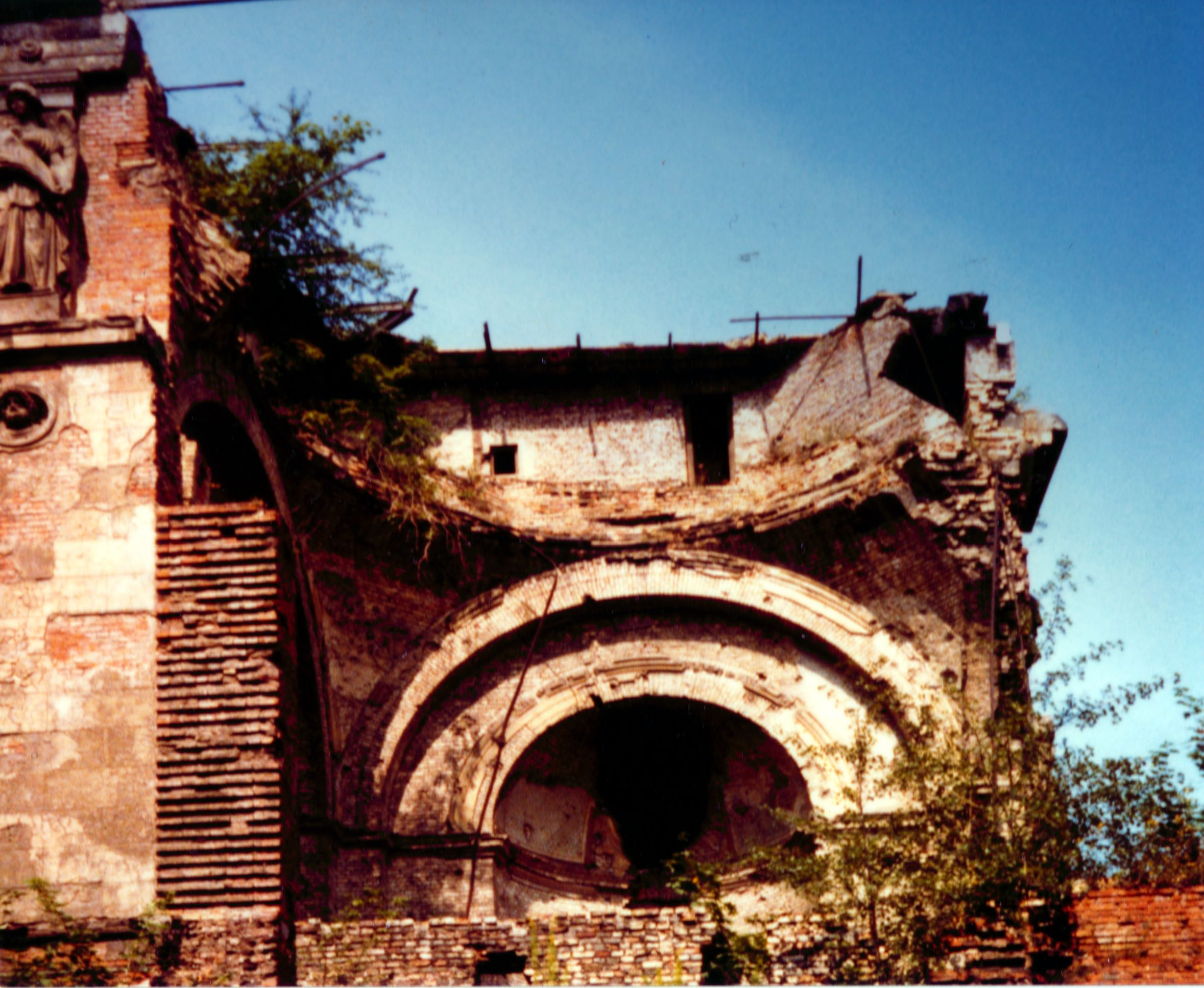
廃墟のままとなっていた1984年の状態
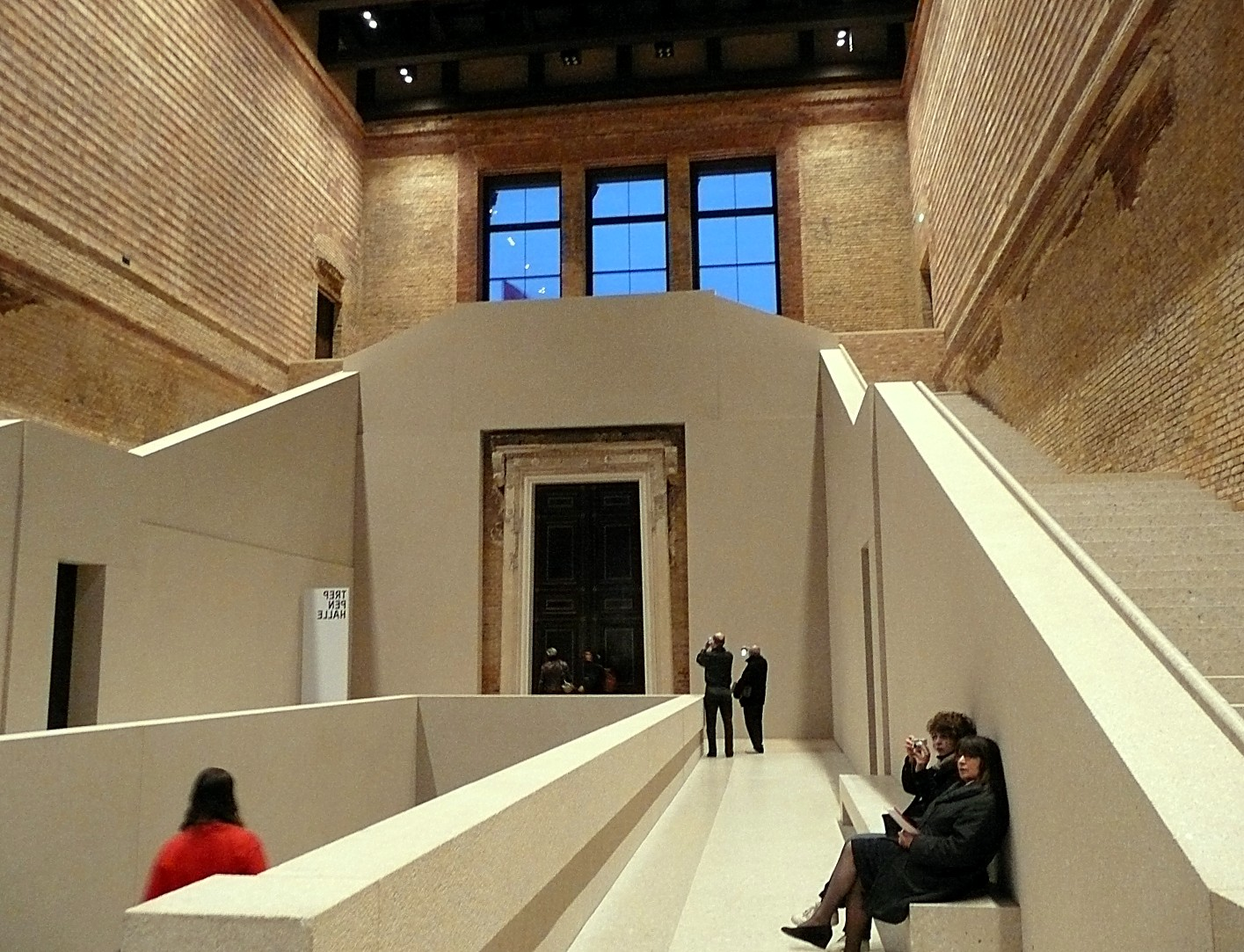
再開館後の館内（2009年）

## 所在地及び交通手段
- 所在地：ベルリンミッテ区 ボーデ通り1番地 （Bodestraße 1 10178  Berlin 、北緯52度31分14秒 東経13度23分52秒 / 北緯52.52056度 東経13.39778度）
- ベルリンSバーンS3、S5、S7及びS75線 ハッケシャー・マルクト駅下車、南西へ徒歩10分。